# Ätzfaktor

Ätztiefe 'd' und Unterätzung 'a'

Der Ätzfaktor ist in der Leiterplattenfertigung der Quotient aus der Ätztiefe d und der seitlichen Unterätzung a unter die Abdeckmaske.
Bei der Leiterplattenproduktion besitzt die Leiterplatte vor dem Ätzen eine vollständige Kupferschicht. Die Kupferstrukturen, die nach dem Ätzen auf dem Basismaterial vorhanden sein müssen, werden beim Ätzen mit einem Abdecklack geschützt. Der Abdecklack selbst und das darunter liegende Kupfer bleiben beim Ätzen weitgehend unverändert. Beim Ätzen greift das Ätzmittel nicht nur das Kupfer in Richtung des Basismaterials an, sondern unterwandert die durch die Abdeckmaske abgedeckten Kupferstrukturen in seitlicher Richtung. 
Beim Ätzen wird die Abdeckmaske teilweise unterwandert, so dass die zurückbleibende Leiterbahn aus Kupfer in manchen Bereichen schmaler wird als die Maske.
Mit zunehmender Ätzdauer steigt die Unterwanderung des Abdecklacks. Als Folge davon nimmt die Breite der verbleibenden Kupferbahn durch die beidseitige Unterätzung ab. Dadurch wird wiederum der Kupferquerschnitt der Verbindung reduziert. Bei Leiterzügen für größeren Ströme, die eine starke Unterätzung aufweisen, kann die Stromdichte dabei unzulässig ansteigen.
Beim Tauchätzen kann der Faktor der Unterätzung bis auf 1 absinken. Bei anderen Verfahren wie dem Sprühätzen beträgt er 2–4. Durch den Einsatz von Flankenschutzmitteln kann man den Ätzfaktor auf bis zu 10 erhöhen.
Durch anisotropes Ätzen kann Unterätzung weitgehend vermieden werden.